# Arbeitsgemeinschaft für die Neueste Geschichte Italiens
Die Arbeitsgemeinschaft für die Neueste Geschichte Italiens ist eine seit 1974 bestehende wissenschaftliche Vereinigung, die Forschungsinitiativen zur italienischen Geschichte vom 18. bis 21. Jahrhundert fördert.
Die Arbeitsgemeinschaft (AG) wurde 1974 von Wolfgang Schieder und  Jens Petersen gegründet. Im Jahr 2000 übernahm Christof Dipper die Leitung, 2009 Gabriele B. Clemens.
Seit 1978 organisiert die AG in Abständen von etwa zwei Jahre Tagungen zu Themen der neuesten italienischen Geschichte. Es ist ein Anliegen der AG, dem wissenschaftlichen Nachwuchs die Möglichkeit zu bieten, seine Projekte einem Expertenpublikum vorzustellen. In der Regel werden die Akten der Tagungen nicht publiziert, jedoch erscheint in jüngeren Jahren regelmäßig ein Tagungsbericht auf H-Soz-Kult.
Die AG verbreitet zudem die dreimal jährlich erscheinende, 1974 von Jens Petersen ins Leben gerufene Zeitschrift Bibliographische Informationen / Informazioni Bibliografiche und unterhält die Schriftenreihe Italien in der Moderne.
Die AG arbeitet eng mit dem Deutschen Historischen Institut in Rom und der italienischen Gesellschaft für deutsche Zeitgeschichte, der Società Italiana per la Storia Contemporanea dell’Area di Lingua Tedesca (SISCALT), zusammen.

## Tagungen (Auswahl)
- 22.–24. Juni 2023, Leipzig: Kulturtransfer zwischen Italien und den deutschsprachigen Ländern im 19. und 20. Jahrhundert (Tagungsbericht)
- 3.–4. Juni 2021, Saarbrücken: Perspektiven der italienischen Religionsgeschichte im 19. und 20. Jahrhundert (Tagungsbericht)
- 20.–22. Juni 2019, Saarbrücken: Legitimiert, verherrlicht, stigmatisiert: Gewalt in der neuesten Geschichte Italiens (Tagungsbericht)
- 15.–17. September 2017, Saarbrücken: Krieg und Frieden in der Neuesten Geschichte Italiens (Tagungsbericht)
- 3.–5. September 2015: Wolfgang Schieder 80 Jahre – 40 Jahre Arbeitsgemeinschaft für die Neueste Geschichte Italiens: eine Bilanz (Tagungsbericht)
- 18.–20. September 2014, Saarbrücken: Umdeutungen und Sinnstiftungen krisenhafter Umbrüche im modernen Italien (Tagungsbericht)
- 14.–16. Juni 2012, Saarbrücken: 150 Jahre Risorgimento – geeintes Italien? (Tagungsbericht)
- 1.–3. Juli 2010, Berlin: Mediterrane Industrialisierung: Wirtschafts- und Sozialpolitik Italiens im 20. Jahrhundert (Tagungsbericht)
- 26.–28. Juni 2008, Berlin: Nationalstaatsbildung und Nationalisierungsprozesse im 19. und 20. Jahrhundert (Tagungsbericht)
- 15.–17. Juni 2006, Berlin: Italien nach 1945 (Tagungsbericht)
- 10.–12. Juni 2004, Berlin: Das lange 19. Jahrhundert (Tagungsbericht)
- 27.–29. Juni 2002, Köln: Italien als Besatzungsmacht und als Opfer deutscher Okkupation (Tagungsbericht)
- 2.–4. Oktober 1997, Köln: Staat und Kirche in Italien vom Risorgimento zum Faschismus (Tagungsbericht)